# Töpeln
Töpeln ist ein westlicher Ortsteil der Stadt Döbeln im Landkreis Mittelsachsen in Sachsen. 1990 hatte Töpeln mit Pischwitz 284 Einwohner. 1921 wurde Wöllsdorf eingemeindet, ab 1991 gehörte er nach Ziegra, ab 1994 zu Ziegra-Knobelsdorf, ab 2013 zu Döbeln.

## Geschichte
Töpeln entstand im 12. Jahrhundert im Zuge des Landesausbaus im Pleißenland. 1303 wird ein Herrensitz in Bishenwicz genannt. 1304 machte Burggraf Albero von Leisnig bekannt, dass das Kloster Buch das Dorf Tepel von Tunzold von Kaufungen gekauft hat, aufgelassen vor Edlen und Ministerialen des Reiches. Es erfolgte die Übertragung durch den Landrichter des Pleißenlandes Heinrich von Schellenberg. 1305 schenkte Burggraf Albrecht von Altenburg dem Kloster Buch die Fischereirechte und die Fähre von Thepil, aufgelassen von denen von Staupitz.
1324 schlichtete der Bischof von Meißen einen Streit zwischen dem Kloster und den Brüdern von Staupitz um zwei Mühlen in Tepele, einen Teich mit Fischerei und den Waltheimsberg. 1325 wurde ein weiterer Streit zwischen dem Kloster und den Brüdern von Staupitz bezüglich der Fischereirechte zwischen Westewitz und Buschkewitz geschlichtet. Dabei waren auch Bürger von Döbeln Zeugen. 1333 kaufte das Kloster Buch noch restliche Rechte in Tepil. 1411 einigten sich das Kloster und Apel Vitzthum als Vormund der Elßin von Bernwalde darauf, dass die Insel zwischen Toppil und Saalbach der Länge nach geteilt wird. 1458 verzichtet Apel Vitzthum ganz auf den Kriegswerder bei Töpeln. Was sich aber an seinem Ufer nach Pischwitz zu anlegen würde, das soll ihm gehören.
Pischwitz gehörte 1521 zum Rittergut Kriebstein und wurde später als Exklave Amtsvorwerk im Amt Rochlitz.
1548 nennt das Amtserbbuch Kloster Buch Töpeln mit „14 besessenen Mann, darunter 6 Pferdner und 2 Müller, die sind alle dem Kloster Buch lehen- und zinsbar“ mit 13 Hufen. Obergericht und Erbgericht waren beim Kloster Buch. Nach der Auflösung des Klosters Buch im Zuge der Reformation 1525 gehörte Töpeln fortan bis 1856 zum kursächsischen bzw. königlich-sächsischen Amt Leisnig. Ab 1856 gehörten Töpeln und sein Ortsteil Pischwitz zum Gerichtsamt Hartha und ab 1875 zur Amtshauptmannschaft Döbeln. 1921 wurde Wöllsdorf eingemeindet. Zwischen 1952 und 1990 gehörte Töpeln mit seinen Ortsteilen zum Kreis Döbeln im Bezirk Leipzig. 1991 erfolgte die Eingemeindung nach Ziegra, mit dem Töpeln und seine Ortsteile im Jahr 1994 zur Gemeinde Ziegra-Knobelsdorf kamen. Bei deren Auflösung im Jahr 2013 wurden Töpeln, Pischwitz und Wöllsdorf nach Döbeln eingemeindet.